# Albert Rosen
Albert Rosen (14. února 1924 Vídeň – 23. května 1997 Dublin) byl český dirigent, který po angažmá v Divadle J. K. Tyla v Plzni a Národním divadle v Praze působil po roce 1970 v zahraničí, především jako šéfdirigent Symfonického orchestru Irského rozhlasu a televize (RTÉ National Symphony Orchestra).

## Životopis
Otec byl právník, narozený v haličské Kolomyji v židovské rodině. Matka, která pocházela z Židenic u Brna, pracovala jako sekretářka. Dětství strávil převážně ve Vídni. Po anšlusu Rakouska se rodina přestěhovala do Bratislavy, kde pokračoval ve studiu na německém, později slovenském gymnáziu. Bylo to však jen dočasné útočiště. Podle slovenského Židovského kodexu, vycházejícího z Norimberských zákonů, hrozila diskriminace a genocida i smíšeným rodinám. S mnoha dalšími uprchlíky unikl cestou lodí po Dunaji a moři do tehdejší Palestiny, kde pak až do poválečného návratu k rodině pracoval manuálně v zemědělském kibucu v Ša'ar ha-Golan, ale vedl tam i amatérský pěvecký sbor.
Po studiích na vídeňské akademii (1946–1947) a pražské konzervatoři (1947–1948) začal svou uměleckou dráhu v plzeňském Divadle J. K. Tyla (1949–1959), kde se podílel na inscenaci 11 oper a 19 baletů a jako autor scénické hudby také na 17 činohrách. V roce 1960 odešel do pražského Národního divadla, kde nastudoval celkem 9 oper a 11 baletů, v letech 1965–1971 jako šéfdirigent orchestru tehdejšího Smetanova divadla.
Od roku 1965 pravidelně hostoval v Irsku, nejprve na festivalu ve Wexfordu, kde do roku 1994 inscenoval celkem 18 oper, více než jakýkoli jiný dirigent. V roce 1969 se stal šéfdirigentem Symfonického orchestru Irského rozhlasu a televize. Od roku 1981 pak byl jeho hlavním hostujícím dirigentem. V roce 1994 mu byl udělen čestný titul dirigenta laureáta Národního symfonického orchestru Irska. Dlouhodobě se podílel na operních inscenacích Dublinské operní společnosti. Pozoruhodná byla i jeho spolupráce s Národním orchestrem mládeže Irska (National Youth Orchestra of Ireland).
Se svým irským orchestrem absolvoval řadu koncertních turné, hostoval v evropských hudebních metropolích a působil jako stálý host BBC Philharmonic Orchestra v Manchesteru. Z operních děl uvedl mj. Káťu Kabanovou a Řecké pašije v Londýně, Jakobína ve Walesu, Prodanou nevěstu ve Skotsku, Příhody lišky Bystroušky ve Štrasburku, Její pastorkyni v San Francisku a Rusalku v San Diegu. V letech 1986–1987 byl šéfdirigentem Adelaidského symfonického orchestru v Austrálii, kde spolupracoval na řadě nahrávek s Australian Broadcasting Company. V roce 1988 britskému publiku poprvé předvedl s Anglickou národní operou Štědrý večer Rimského-Korsakova.
Od roku 1989 navázal při svých pravidelných návštěvách Prahy přerušenou spolupráci s Národním divadlem a Státní operou, kde kromě nastudování Italky v Alžíru hostoval v řadě dalších představení; dirigoval např. Tosku, Madame Butterfly, Trubadúra a Lazebníka sevillského. Několik let spolupracoval také s Komorní filharmonií Pardubice, s níž provedl v letech 1990 a 1991 např. Českou mši vánoční.
Albert Rosen byl dvakrát ženatý; jeho první ženou byla Anna, roz. Hartlová (Anna Bartáková), druhou Blahoslava, roz. Markvartová (Blahoslava Rosenová). Měl syna a dceru. Zemřel na rakovinu plic nedlouho po svém posledním hostování v Austrálii a těsně před dalším vystoupením v Dublinu.